# Stone Gossard
Stone Gossard (né le 20 juillet 1966 à Seattle, Washington) est un guitariste américain, connu pour être le guitariste rythmique de Pearl Jam. Il fut auparavant membre de Green River, Mother Love Bone, Temple of the Dog, et a officié dans le groupe Brad, du chanteur Shawn Smith, avec lequel il a produit plusieurs albums.
Il sort son premier album solo, "Bayleaf", en 2001.
Stone Gossard a fondé en 1994, avec Regan Hagar, batteur du groupe Brad, un label qui porte le nom de Loosegroove Records.
Il est par ailleurs propriétaire du studio Litho à Seattle.

## Discographie
- Bayleaf (Septembre 2001) : Bore Me, Fits Me, Pigeon, Anchors, Cadillac, Bayleaf, Every Family, Unhand Me, Hellbent, Fend it Off